# صبار نجمي
الصبار النجمي (الاسم العلمي: Astrophytum) هو جنس من النباتات يتبع الفصيلة الصبارية من رتبة القرنفليات. تعرف هذه الأنواع أيضًا -إضافة إلى أنواع من أجناس أخرى- باسم الصخور الحية. اسم هذا الجنس مشتق من الكلمتين اليونانيتين άστρον (أسترون، أي "نجم") وφυτόν (فايتون، أي "نبات").

## أنواع الصبار النجمي
- صبار نجمي أبيض (الاسم العلمي:Astrophytum asterias)
- صبار نجمي سبيبي (الاسم العلمي:Astrophytum caespitosum)
- صبار نجمي رأس المدوسة (الاسم العلمي:Astrophytum caput-medusae)
- صبار نجمي شديد التسرر (الاسم العلمي:Astrophytum perumbilicatum)
- صبار نجمي عجيب (الاسم العلمي:Astrophytum mirum)
- صبار نجمي قرني (الاسم العلمي:Astrophytum capricorne)
- صبار نجمي كثير الأشواك (الاسم العلمي:Astrophytum myriostigma)
- صبار نجمي مزين (الاسم العلمي:Astrophytum ornatum)
- صبار نجمي ناصع (الاسم العلمي:Astrophytum niveum)
- (الاسم العلمي:Astrophytum grahlianum)
- (الاسم العلمي:Astrophytum moserianum)
- (الاسم العلمي:Astrophytum schilinzkyanum)